# Museum of Northwest Art

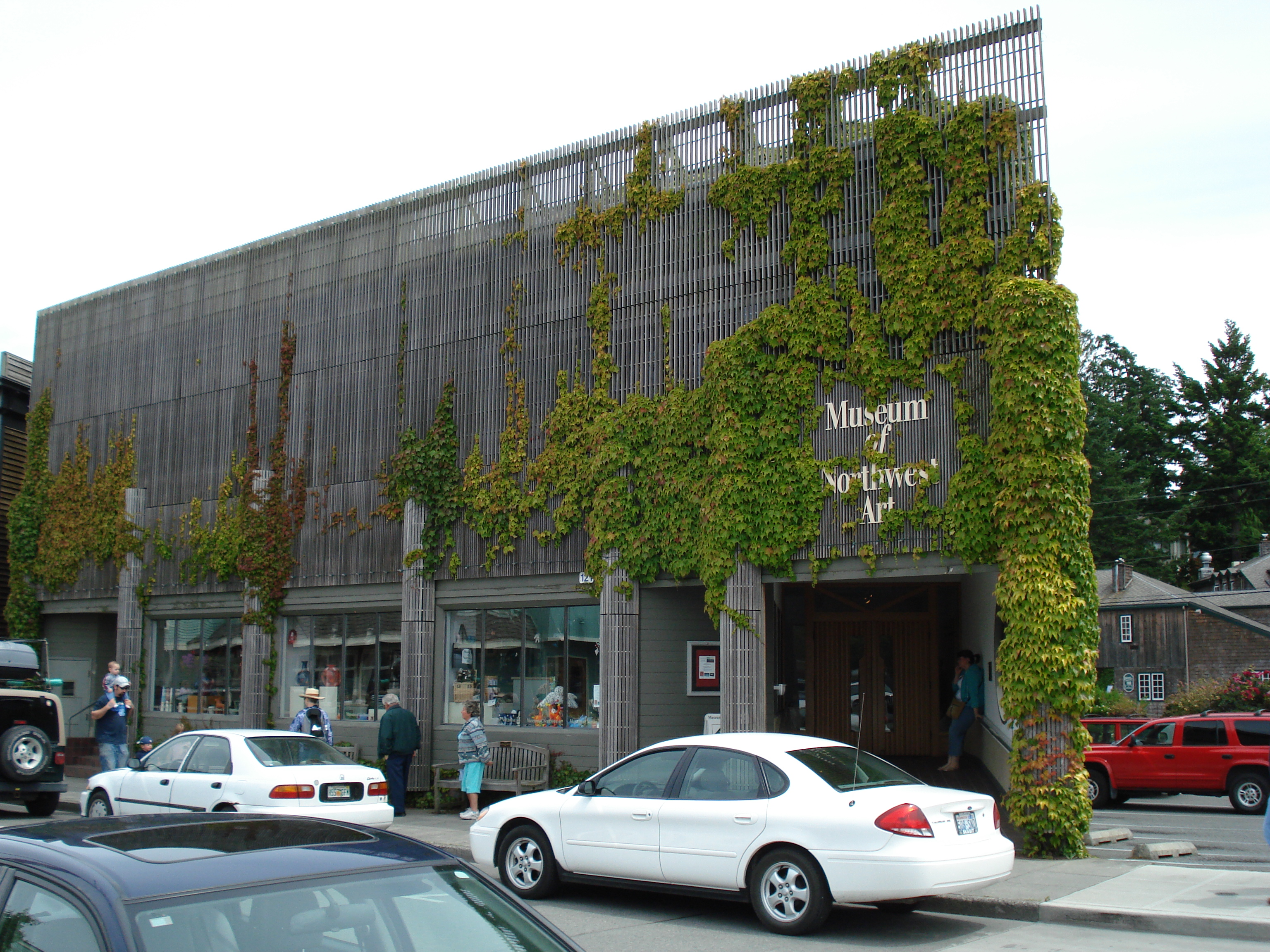
Het MoNa in La Conner

Het Museum of Northwest Art (soms afgekort tot: MoNa) is een kunstmuseum gevestigd in La Conner in de Amerikaanse staat Washington. Het museum richt zich op de kunststroming North West School. Deze kunststroming bereikte haar hoogtepunt in de jaren 30 en 40 van de 20ste eeuw.
Het museum is opgericht door Art Hupy in 1981. In 1995 verhuisde het museum naar zijn huidige locatie.